# Linda Lee Cadwell
Linda Lee Cadwell (tên khi sinh Linda C. Emery; 21 tháng 3 năm 1945) là một giáo viên Mỹ và là vợ của Lý Tiểu Long.

## Cuộc sống và sự nghiệp
Linda C. Emery sinh ở Everett, Washington, là con gái của Vivian và Everett Emery. Gia đình cô là Baptist và có nguồn gốc Thụy Điển và Anh. Linda đã gặp Lý Tiểu Long khi cô đang học Trường trung học Garfield, nơi Lý Tiểu Long biểu diễn Kung Fu; anh đang theo học Đại học Washington vào thời điểm đó. Cuối cùng, cô đã trở thành học trò Kung Fu của Lý Tiểu Long khi cô học dự bị y khoa Đại học Washington.
Linda Lee (khi đó cô là vợ cũ của Lý Tiểu Long đã mất nên cô mang họ Lee) đã viết cuốn sách năm 1975 có tựa Bruce Lee: Người đàn ông duy nhất tôi đã biết (ISBN 0-446-89407-9), và từ truyện này đã được dựa vào để chuyển thể thành phim năm 1993 Dragon: The Bruce Lee Story. Cô được vào vai bởi nữ nghệ sĩ Lauren Holly trong phim này. Linda Lee Bleecker (khi đó cô đã tái hôn với Tom Bleecker và cô thêm họ Bleecker vào tên của cô) cũng viết cuốn sách 1989 The Bruce Lee Story (ISBN 0897501217).
Sau đó cô kết hôn với Bruce Cadwell nên cô lấy họ Cadwell thêm vào tên của cô. Từ đó cô được gọi là Linda Lee Cadwell.